# Cedros (Baja California)
Cedros, también denominada Isla de Cedros, es una localidad del estado mexicano de Baja California, ubicada en la Isla de Cedros. Es parte del municipio de Ensenada.

## Demografía
| Gráfica de evolución demográfica |
|                                  |

| Censo | Población |
| ----- | --------- |
| 1930  | 142       |
| 1940  | 374       |
| 1950  | 1 003     |
| 1960  | 1 409     |
| 1970  | 1 972     |
| 1980  | 1 696     |
| 1990  | 2 696     |
| 2000  | 1 939     |
| 2010  | 1 339     |
| 2020  | 1 233     |